# Heinrich Lehmann-Willenbrock
Heinrich Lehmann-Willenbrock (Brema, 11 dicembre 1911 – Brema, 18 aprile 1986) è stato un ufficiale di marina tedesco e comandante di sommergibili durante la seconda guerra mondiale.

## Biografia
Lehmann-Willenbrock iniziò la sua carriera navale nel 1931 a bordo dell'incrociatore leggero Karlsruhe per un anno, e poi sulla nave scuola Horst Wessel per 18 mesi. Si guadagnò il settimo posto tra i primi dieci assi dei sommergibili tedeschi U-Boot durante la battaglia dell'Atlantico contro gli Alleati, in termini di tonnellaggio delle navi mercantili affondate (179 125 tonnellate di naviglio alleato colato a picco).
Ha comandato quattro U-Boot e il maggior successo lo ebbe al comando dello U-96 (tipo VIIC), che guadagnò notorietà quando una delle sue missioni venne documentata e pubblicizzata dal corrispondente di guerra Lothar-Günther Buchheim. La storia dello U-96 fu infine utilizzata per un film intitolatoU-Boot 96 in cui Heinrich Lehmann-Willenbrock venne interpretato dall'attore tedesco Jürgen Prochnow. In tempi più recenti è stata realizzata anche miniserie televisiva.